# غلمان

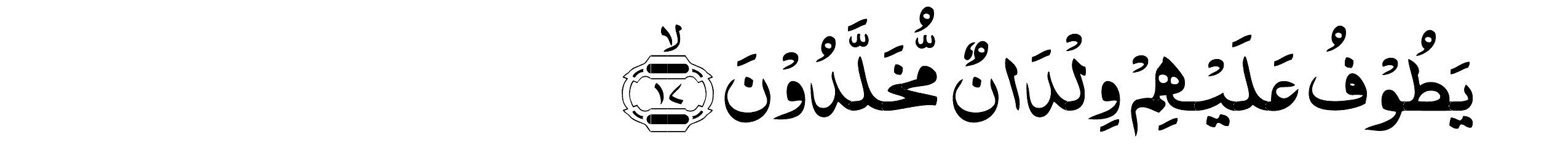
بخشی از آیه ۱۹ سوره انسان

غِلمان جمع «غلام» است . غلمان در قرآن همانند حور به لؤلؤ مکنون تشبیه شده‌است؛ یعنی پیش‌تر دستی به او نرسیده و چشمی آن را ندیده. پس غلمان همچون حور از مخلوقات بهشتی است زیرا بنی آدم در این تعریف دخیل نیستند که پیش‌تر چشمی آن را ندیده باشد. در باور برخی مسلمانان وجود غلمان برای خدمت به مردان بهشتی است.

## آیات قرآن در مورد غلمان
در قرآن یک بار از واژهٔ غلمان (غلام‌ها) استفاده شده‌است: در آیهٔ ۲۴ سورهٔ طور آمده‌است: «و پیوسته در گرد آن‌ها غلمان گردش می‌کنند که همچون مرواریدهای در صدفند.»
دو بار هم (در سورهٔ انسان و سورهٔ واقعه) از ولدان (پسران) استفاده شده‌است که منظور آن همین غلمان بوده‌است:
در آیهٔ ۱۹ سورهٔ انسان (دهر) آمده‌است: «و بر گرد آن‌ها پسرانی می‌گردند که هر گاه آن‌ها را ببینی گمان می‌کنی مروارید پراکنده‌اند.»
در آیهٔ ۱۷ سورهٔ واقعه هم توصیفی نسبتاً مشابه وجود دارد: «پسران جوان جاودانی (در شکوه و طراوت) پیوسته گرداگرد آن‌ها می‌گردند. با قدح‌ها و کوزه‌ها و جامه‌ایی از نهرهای جاری بهشتی (و شراب طهور)»

## توصیف غلمان
- غلمان‌های (غلام‌ها) بهشتی آنقدر زیبا و سفیدچهره و باصفا هستند که گویی مرواریدهایی در صدفند.[نیازمند منبع]
- این نوجوانان، که همواره در شکوه و طراوت جوانی به سر می‌برند، گرداگرد بهشتیان می‌گردند و همچون چرخش پروانه دور شمع عاشقانه به دور معشوقه خود می‌چرخند.[نیازمند منبع]
- این نوجوانان زیبا با قدح‌ها و کوزه‌ها و جامه‌ای پر از شراب طهور که از نهرهای جاری بهشتی برداشته شده در اطراف آن‌ها می‌گردند و آنان را سیراب می‌کنند.[نیازمند منبع]
- هر یک از مؤمنان غلمان‌های مخصوص به خود دارد.[نیازمند منبع]